# Люди луннаго свѣта (фильм)
«Люди луннаго свѣта» — российский кинофильм 2019 года.
Два молодых человека и две девушки в лунную ночь признаются друг другу в своих странных фантазиях и влюблённостях, которые выходят за рамки обычных стандартов. Каждый из молодых людей и девушек вспоминает свои эротические приключения и рассказывает о них за столом после ужина в лунную ночь. После этого в комнате внезапно появляются две фигуры, играющие в шахматы. Фильм заканчивается всеобщим восторгом на морском берегу.
Толчком к созданию фильма послужила одноимённая книга русского религиозного философа Василия Розанова, умершего 100 лет назад. Его трактат был посвящен изучению сексуальности и её отрицанию в христианстве. Фильм был сделан в стиле экспериментальных фильмов 1920-х годов с нелинейным повествованием, полным странных сюрреалистических образов. Фильм черно-белый и лишен диалога. Он снят на пленку 16 мм фирмы "Свема", выпущенную ещё в СССР. Это добавило ему экзотики. Образ был поставлен на музыку Александра Скрябина “Поэма экстаза" (1907).

## В ролях
| Актёр             | Роль           |
| ----------------- | -------------- |
| Наталья Суркова   | Первая девушка |
| Владимир Золотарь | Второй мужчина |
| Юрий Ядровский    | Первый мужчина |
| Дарья Алымова     | Вторая девушка |

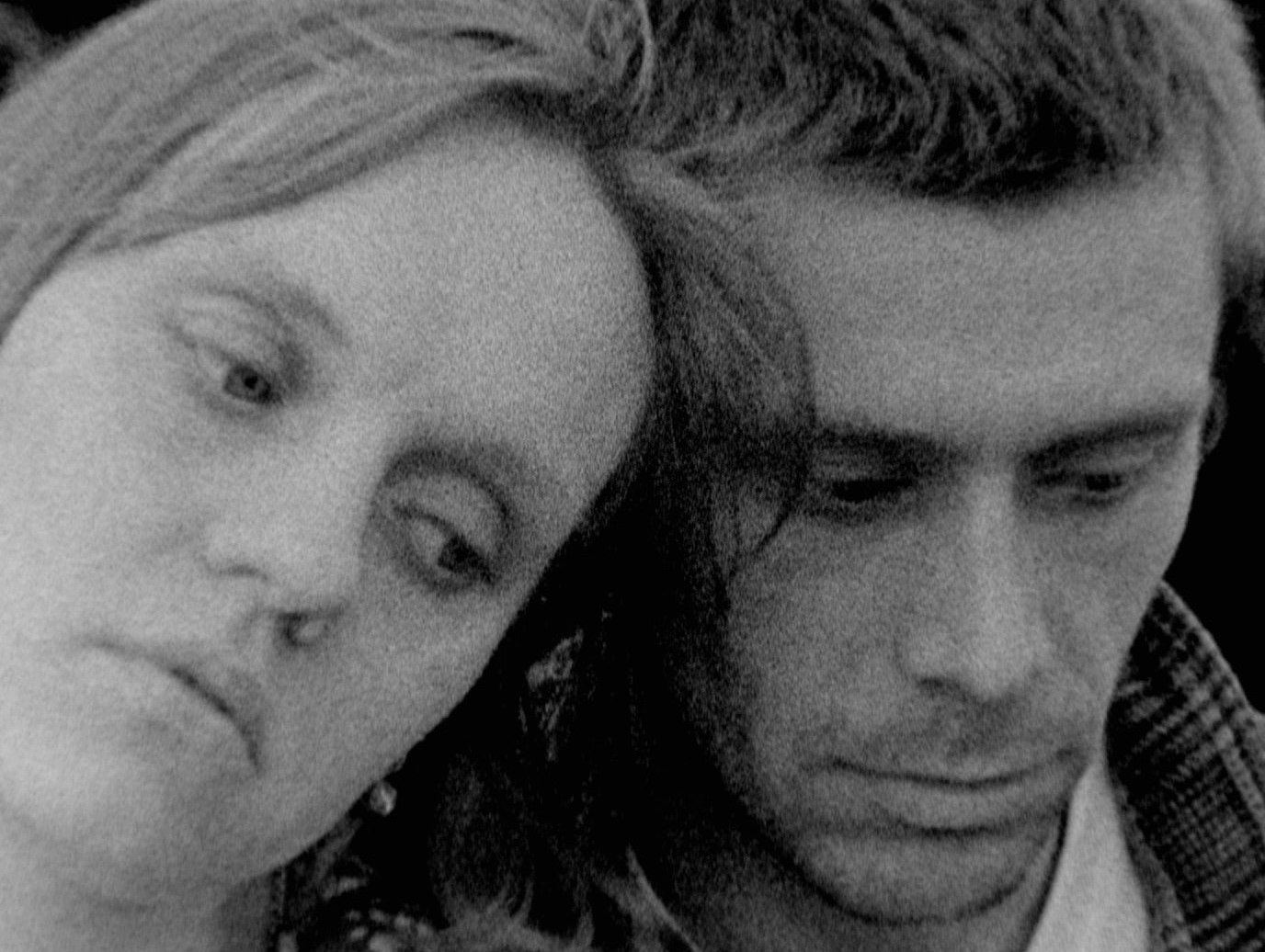
Наталья Суркова и Юрий Ядровский в фильме "Люди луннаго свѣта"
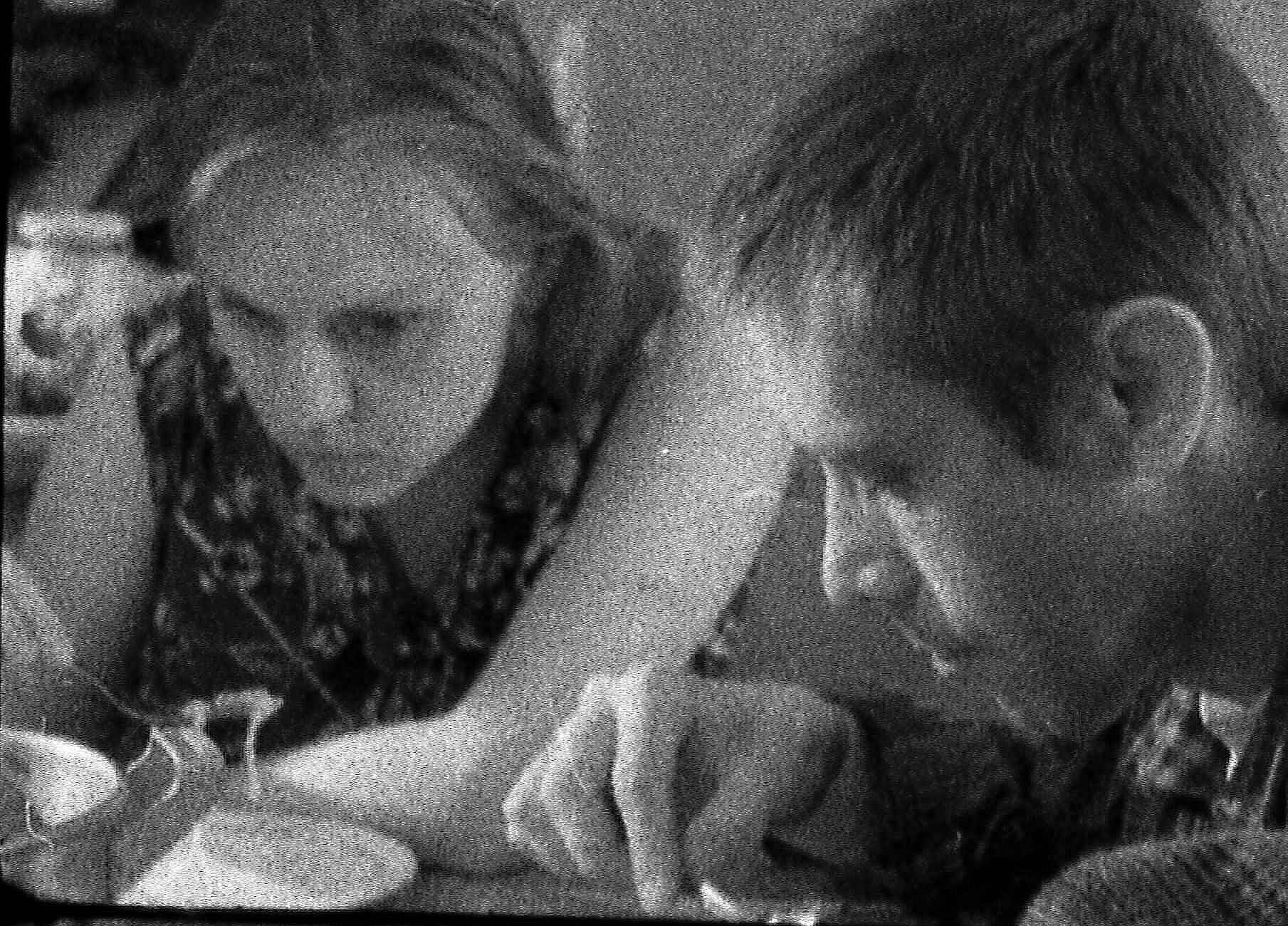
Наталья Суркова и Юрий Ядровский в фильме "Люди луннаго свѣта"
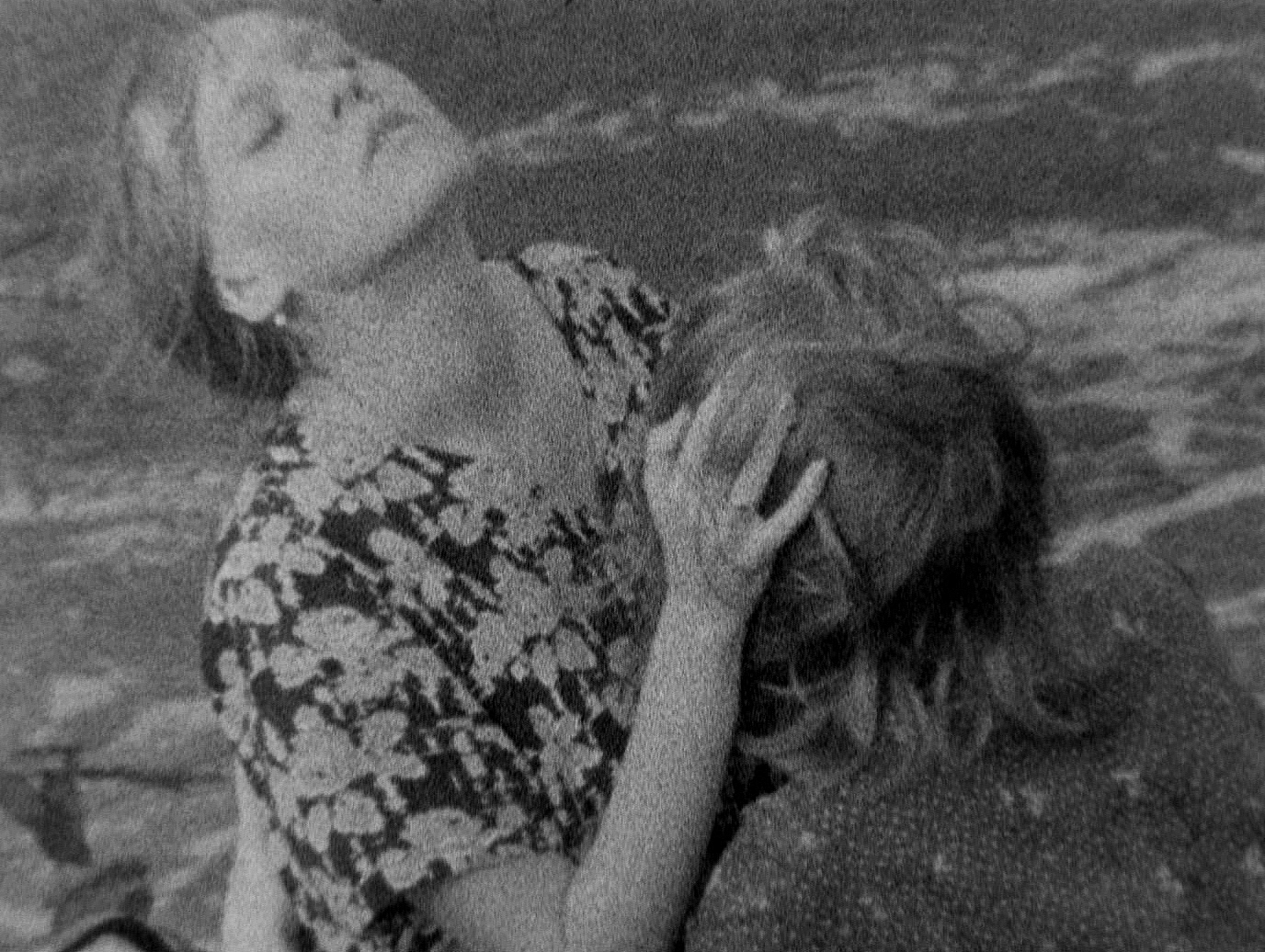
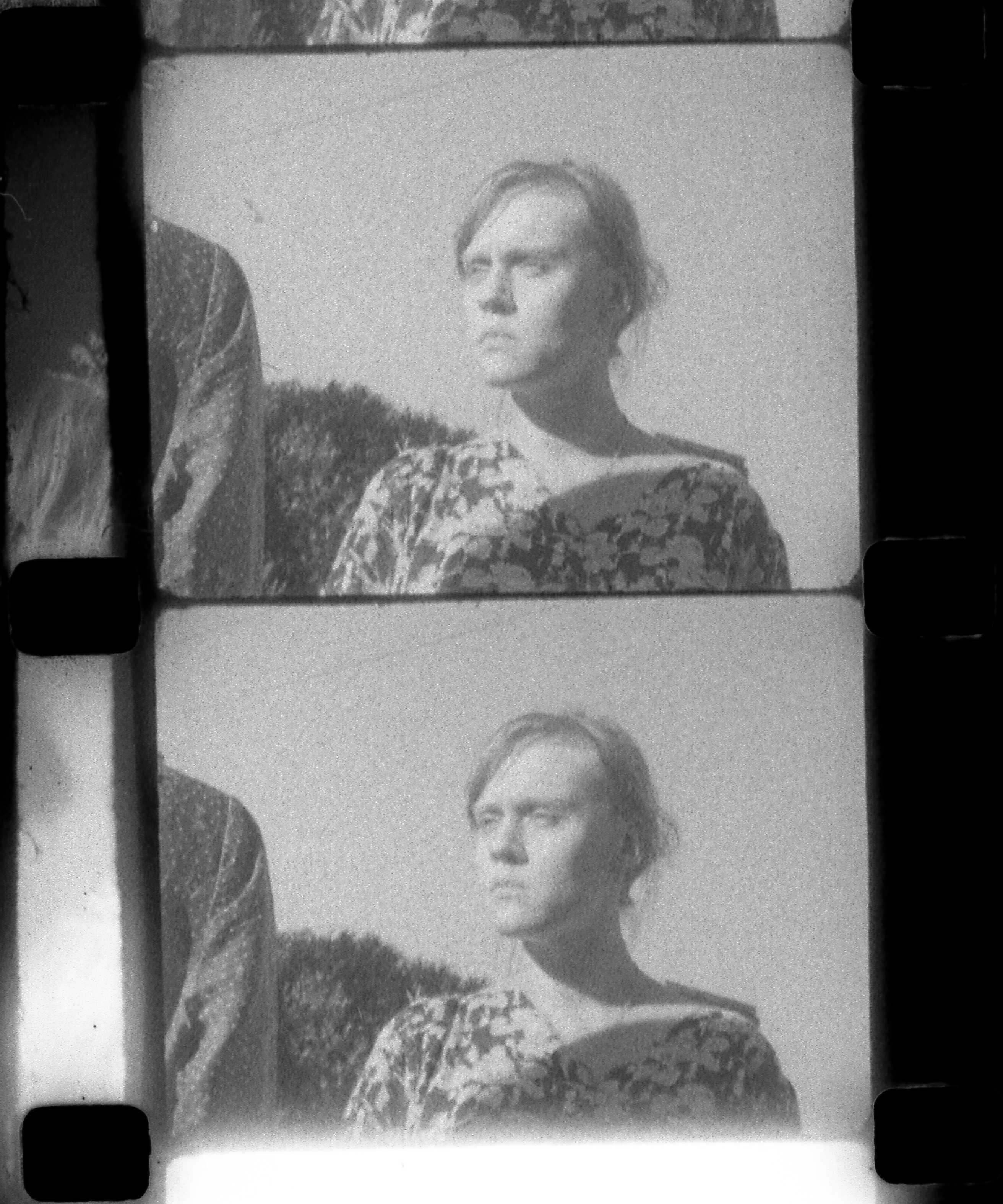
Наталья Суркова в фильме "Люди луннаго свѣта"
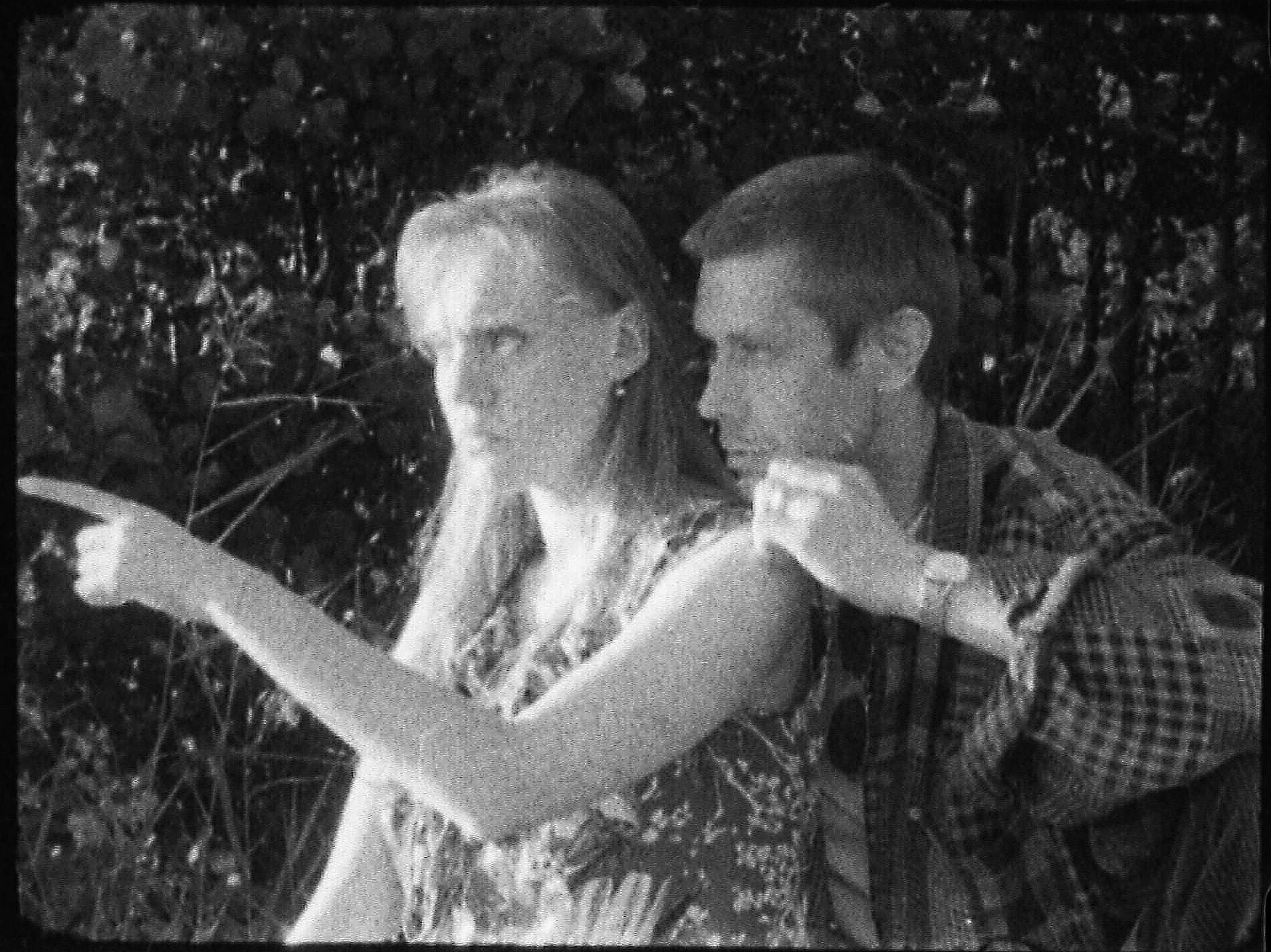
Наталья Суркова и Юрий Ядровский в фильме "Люди луннаго свѣта"

## Фестивали
- ДругоеКино 8-й Луганский кинофестиваль, Лугано, Швейцария, Апрель 2019;[1]
- Чефалу кинофестиваль 2019, Чефалу, Палермо, Италия, июнь 2019;
- ShanghaiPRIDE Кинофестиваль, Шанхай, Китай, июнь 2019;
- YVE Международный фестиваль молодёжного кино, Цзянсу, Китай, июль 2019;
- Лиссабонский фильм Рандеву, Лиссабон, Португалия, сентябрь 2019;
- BIDEODROMO International Experimental Film and Video Festival, Бильбао, Испания, Сентябрь 2019;[2]
- Diversidarte - Festival de Curtas, Ла-Корунья, Испания, сентябрь 2019;
- Международный кинофестиваль в Буэнос-Айресе, Буэнос-Айрес, Аргентина, октябрь 2019;
- 6ix Screams International Horror Film Festival, Торонто, Канада, октябрь 2019;
- Международный Кинофестиваль Каутик, Марчула, Индия, ноябрь 2019;
- Стамбульский международный фестиваль экспериментального кино, Стамбул, Турция, ноябрь 2019;[3]
- 12 Месяцев Кинофестиваль, Клуж-Напока, Румыния, ноябрь 2019;[4]
- КИНОСКОП - Аналоговый Экспериментальный Кинофестиваль В Белграде, Сербия, ноябрь 2019;[5]
- Международный Фестиваль Музыки И Кино В Малабо, Малабо, Экваториальная Гвинея, Декабрь 2019 Года;
- Фестиваль Альтернативного Кино AltFF, Торонто, Канада, декабрь 2019
- Short Cine Fest, март 2020
- Dreamanila International Film Festival, Филиппины, Манила, май 2020
- Monthly Indie Shorts, июль 2020[6]
- Кинофестиваль boyOHboy, Франция, Париж, май 2021[7]
- Международный Ежемесячный Кинофестиваль В Праге, Прага, Чехия, июль 2020
- Международный Кинофестиваль В Варезе, Варезе, Италия, Июль 2020
- Madrid Film Awards, Мадрид, Испания, Июль 2020
- Monthly Indie Shorts, Июль 2020
- Прямой Ежемесячный Онлайн-Кинофестиваль, август 2020[8]
- Премия "Лучший режиссер", август 2020
- 5ª Make Art Not War Teaser Future Film Festival (MANWTFFF), Лос-Анджелес, Соединённые Штаты, сентябрь 2020
- Всемирный КИНОКАРНАВАЛ, Калькутта, Индия, сентябрь 2020
- Бразильский Международный Ежемесячный Фестиваль Независимого Кино, Рио де Жанейро, Бразилия, сентябрь 2020[9]
- Esto Es Para Esto, Монтеррей, Мексика, сентябрь 2020
- INTERNATIONAL QUEER FILM FESTIVAL Playa del Carmen, QRoo, Мексика, ноябрь 2020[10]
- Queer Lisboa, Lisboa, Португалия, сентябрь, 2020[11]
- Brussels Pink Screens Film Festival, Brussels, Бельгия, ноябрь 2020[12]
- Global Monthly Online Film Competition, октябрь, 2020
- Мадрасский Независимый Кинофестиваль, Ченнаи, Индия, октябрь 2020
- GIMFA - Gralha International Monthly Film Awards, Куритиба, Бразилия, ноябрь 2020
- CineToro Experimental Film Festival, Valle del Cauca, Colombia, November, 2020
- Festival Internacional de Cine Silente, Puebla, Mexico, November, 2020
- The Flight Deck Film Festival, New York, United States, December, 2020
- Stuff MX Film Festival, México, Mexico, December, 2020
- Golden Jury International Film Festival (GJIFF), Mumbai, India, December, 2020
- Scream Queer - Eros and Thanatos, Rome, Italy, January, 2021
- Coal City Film Festival, Lagos, Nigeria, March, 2021
- T. I. F. A. - Международная кинопремия Tietê, Сан-Паулу, Бразилия, май 2021
- Международный инди-фестиваль FROSTBITE, Колорадо-Спрингс, Соединённые Штаты, май 2021
- Кинопремия "Афродита", Нью-Йорк, Соединённые Штаты, июнь 2021
- REDMOON - международный конкурс фильмов, Лухан, Сан-Луис, Аргентина, июль 2021
- ВИДЕОПАРК ФЕСТИВАЛЯ СОВРЕМЕННОГО ИСКУССТВА, Ужице, Сербия, июль 2021
- BIMIFF - Бразильский Международный ежемесячный фестиваль независимого кино, Рио-де-Жанейро, Бразилия, июль 2021
- КАНАЛ BUEIFF, Буэнос-Айрес, Аргентина, август 2021
- Передвижной кинотеатр La Bête Rousse, Франция, сентябрь 2021
- Международный фестиваль короткометражных фильмов Crossroads, Стамбул, Турция, октябрь 2021

## Призы и награды
- OtherMovie 8th Lugano Film Festival, Lugano, Switzerland, April 14, 2019; Official Selection and The closing film of the festival[1]
- ShanghaiPRIDE Film Festival, Shanghai, China, June 9, 2019, Finalist
- Lisbon Film Rendezvous, Lisbon, Portugal, September 13, 2019, Finalist
- Buenos Aires International Film Festival, Buenos Aires, Argentina, October 4, 2019, Best Poster<
- Istanbul International Experimental Film Festival, Istanbul, Turkey, November 13, 2019, Turkey Premiere, Finalist, The Best Fresh Air Award[13]
- AltFF Alternative Film Festival, Toronto, Canada, December 9, 2019, Semi-Finalist[14]
- Best experimental film at 12 Months Film Festival, Cluj-Napoca, Romania, November 2019[15]
- Best experimental film at Short Cine Fest, March, 2020[16]
- Grand jury award at Dreamanila International Film Festival, May, 2020
- Finalist at Prague International Monthly Film Festival, Prague, Czechia, July, 2020
- Award-Winner on Madrid Film Awards, Madrid, Spain, July, 2020[17]
- За лучшую операторскую работу, Варезский международный кинофестиваль, Варезе, Италия, июль 2020[18]
- Особое упоминание, Ежемесячные инди-шорты, июль 2020[19]
- Semi-Finalist, Премия «Лучший режиссер», август 2020
- Best experimental film at Brazil International Monthly Film Festival, September, 2020[20]
- Специальное упоминание, Мадрасский независимый кинофестиваль, Ченнаи, Индия, октябрь 2020[21]
- «Лучший экспериментальный короткометражный фильм», «Лучший режиссер короткометражного фильма», Global Monthly Online Film Competition, октябрь 2020[22]
- Лучшая операторская работа короткометражного фильма, лучший дизайн производства[неизвестный термин] короткометражного фильма, лучший экспериментальный короткометражный фильм, GIMFA — Gralha International Monthly Film Awards, Куритиба, Бразилия, ноябрь 2020[23]
- Лучший экспериментальный короткометражный фильм — специальное упоминание на Международном фестивале кино Silente, Пуэбла, Мексика, ноябрь 2020
- 6 номинаций: — лучший экспериментальный фильм — лучший режиссёр экспериментального фильма — лучший экспериментальный фильм по сценарию — лучший экспериментальный фильм по кинематографии — лучший экспериментальный фильм по монтажу — лучший экспериментальный фильм по звуковому оформлению; 3 награды — лучший экспериментальный фильм — лучший режиссёр экспериментального фильма — лучший экспериментальный фильм по монтажу на T. I. F. A. — Tietê International Film Awards, Сан-Паулу, Бразилия, май 2021[24]
- Полуфиналист на кинопремии «Афродита», Нью-Йорк, США, июнь 2021[25]
- Лучший полуфиналист сезона на Международном ежемесячном фестивале независимого кино BIMIFF в Бразилии, Рио-де-Жанейро, Бразилия, июль 2021